# Ліщинський Олександр Іванович
Олександр Іванович Ліщинський (нар. 13 жовтня 1960 року, с. Іванківці Дунаєвецького району Хмельницької області (Україна) — український військовик (генерал-лейтенант), заступник Міністра оборони України (з травня 2014).

## Освіта
У 1984 році закінчив Пушкінське вище військове інженерне будівельне училище.
У 1996–1998 роках заочно навчався в Академії Прикордонних військ України;
Отримав кваліфікацію магістра військового управління оперативно-тактичного рівня. У 2002 році захистив дисертацію і отримав вчену ступінь «кандидат військових наук».

## Кар'єра
1978–1980 роках — дійсна строкова служба у військах Київського військового округу на посадах: курсант; командир відділення — старший пожежник.
1984–1989 роках — служба у Групі радянських військ у Німеччині на посадах: начальника пожежної команди — начальника протипожежної охорони авіаційного гарнізону; інспектор пожежної охорони у військах.
1989–1992 роках — служба на посаді старшого інспектора протипожежної охорони будівельного управління Далекосхідного військового округу.
1992–1993 роках — офіцер відділу кадрів 1 Повітряної армії Міністерства оборони Російської Федерації.
1993–2000 роках — служба в Національній академії Прикордонних військ України на посадах начальника квартирно-експлуатаційної служби, заступника начальника тилу, заступника ректора академії з тилу — начальника тилу.
З 2000 року — заступник Голови Державного комітету у справах охорони державного кордону — Командувача Прикордонних військ України з тилу — начальник тилу.
З листопада 2000 року — заступник Голови Державного комітету у справах охорони державного кордону — Командувача Прикордонних військ України.
З серпня 2003 року — заступник Голови Державної прикордонної служби України — директор Департаменту забезпечення.

## Нагороди та звання
Заслужений економіст України (травень 2008 року).
Нагороди: орден «За заслуги» ІІІ ступеня (травень 1998 року), відзнака МО України, 6 медалей.